# لامبورگینی گالاردو

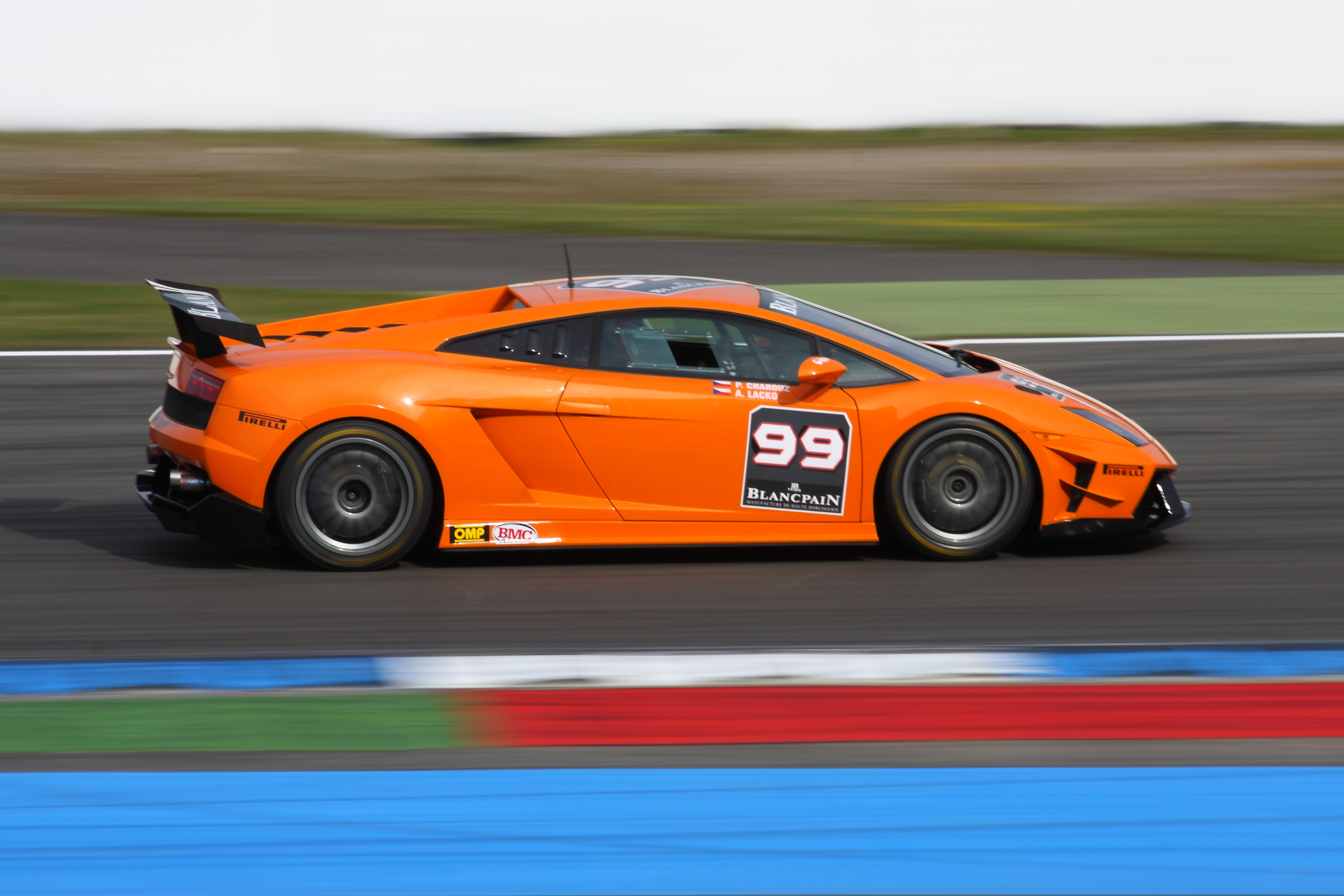
لامبورگینی گالاردو اندارگلی

لامبورگینی گالاردواندارگلی (به ایتالیایی: Lamborghini Gallardo ‎/ɡaɪˈjɑːrdoʊ/‎) (تلفظ درست: گایاردو) یک خودروی اسپورت و محصول شرکت لامبورگینی است.
گالاردو تا سال ۲۰۱۷ بیشترین محصول تولید شده توسط لامبورگینی می‌باشد که فقط در سه ساله اول تولید آن، بیش از ۵۰۰۰ دستگاه از این مدل تولید شده و قیمت هر دستگاه ۲۴۲ هزار دلار می‌باشد. این نام روی این خودرو بعد از مشهور شدن آن به «گاو وحشی»، گذاشته شد. واژه گالاردو در زبان اسپانیایی به معنای دلاور و دلیر (gallant) و در زبان ایتالیایی به معنای ضربه زننده (striking) است.

## نگاه کلی
گالاردو در ابتدا به رقابت با فراری ۳۶۰ طراحی شد و اکنون مدل ارتقا یافته آن رقیب فراری F۴۳۰ است. گالاردو از سیستم چهار چرخ متحرکی که با سیستم‌های چهار چرخ متحرک رقیبانش، فرق می‌کند، بهره می‌گیرد. کارخانه مادر لامبورگینی، که آئودی است به دلیل طراحی یک سیستم چهار چرخ متحرک بنام کواترو (quattro)، بسیار شهرت یافت؛ هرچند که لامبورگینی از سیستم‌های خودش استفاده می‌کند.

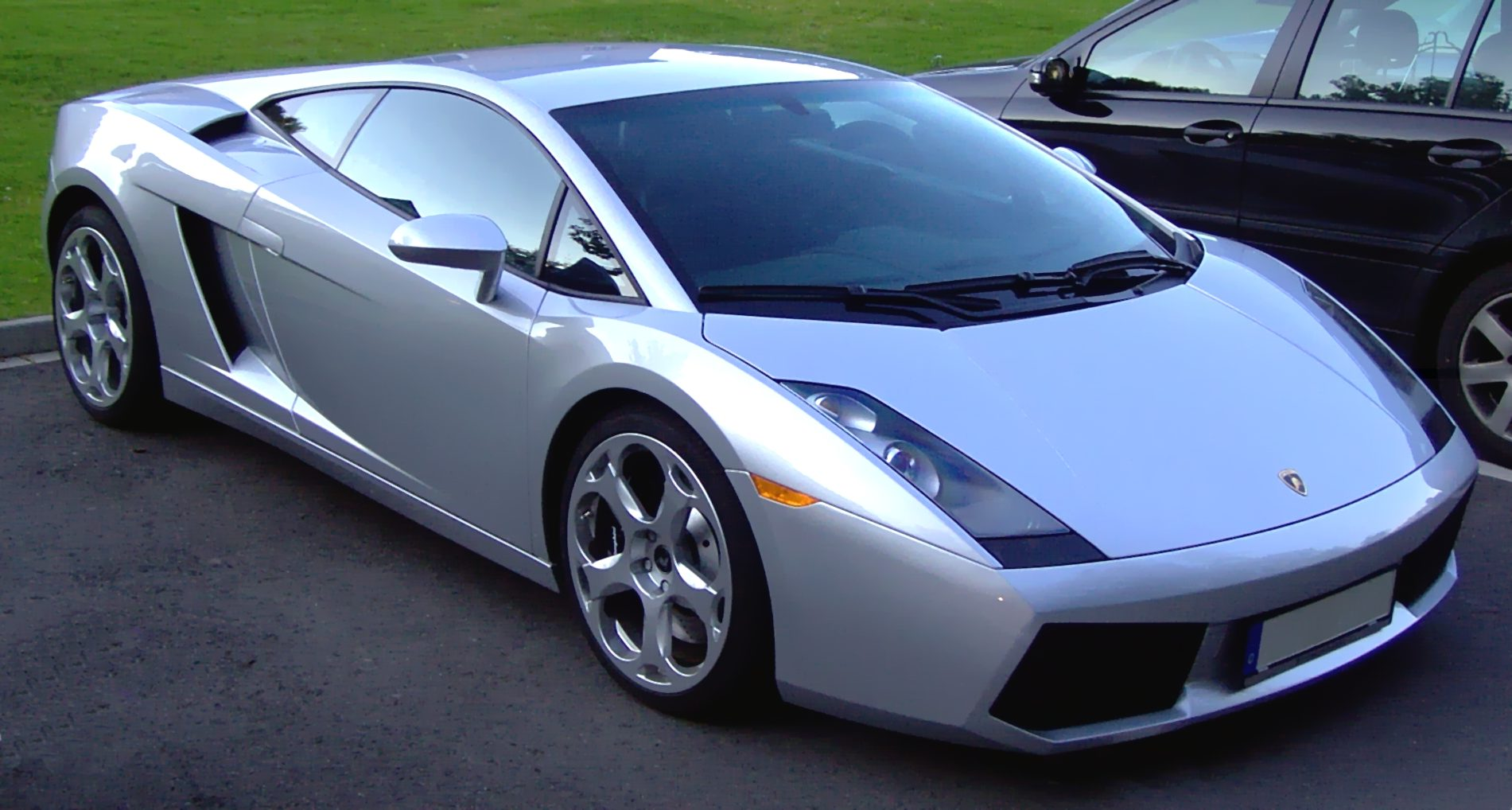
گالاردو

بر خلاف مدل‌های لامبورگینی کونتاش، لامبورگینی دیابلو و لامبورگینی مورسیه لاگو، درهای گالاردو به سمت بالا باز نمی‌شوند. گالاردو توسط Luc Donckerwolke، که در سال ۲۰۰۳ موفق به دریافت جایزه خال قرمز طراحی شد؛ او این جایزه را به علت طراحی گالاردوی ۲۰۰۴ و مورسیه لاگو دریافت کرده بود.
گالاردو تاکنون دو نوع سیستم انتقال قدرت، یک نوع گیربکس ۶ سرعته دستی و الکتروهیدرولیکی، کلاج نیمه اتوماتیک متوالی دستی که لامبورگینی عرضه کرده است که آن را به E-gear مختصر کرده است.E-gear باعث می‌شود که راننده، بتواند با سرعت بیشتری نسبت به سیستم انتقال قدرت دستی حرکت کند؛ و راننده می‌تواند به وسیلهٔ پدال‌های موجود در پشت فرمان سرعت را کنترل کند که این کار در مدل دستی قابل انجام نیست و مدل دستی نمی‌تواند در این حالت از کلاچ استفاده کند.
این ماشین قدرتی بین ۵۰۰ تا ۵۷۰ اسب بخار دارد و در مدل‌های زیادی عرضه شده است.